# Plaisance (Haití)
Plaisance (en criollo haitiano Plezans) es una comuna de Haití que está situada en el distrito de Plaisance, del departamento de Norte.

## Historia
Pasó a ser comuna el 10 de septiembre de 1889.

## Secciones
Está formado por las secciones de:
- Gobert (también denominado Colline Gobert)
- Champagne
- Haut Martineau
- Mapou
- La Trouble
- La Ville
- Bassin (que abarca la villa de Plaisance)
- Grande Rivière

## Demografía
| Gráfica de evolución demográfica de Plaisance entre 2009 y 2015 |
|                                                                 |

Los datos demográficos contemplados en este gráfico de la comuna de Plaisance son estimaciones que se han cogido de 2009 a 2015 de la página del Instituto Haitiano de Estadística e Informática (IHSI). 